# Mount Holyoke College
Das Mount Holyoke College ist ein äußerst selektives, privates Liberal-Arts-College für Frauen in South Hadley, Massachusetts. Es wurde am 8. November 1837 von Mary Lyon als Mount Holyoke Female Seminary gegründet, ist die erste der Seven Sisters und die älteste noch ausschließlich für Frauen bestehende Hochschule der Welt. Mount Holyoke ist ebenfalls eine der Five Colleges im Pioneer Valley, neben Amherst College, Smith College, Hampshire College und der University of Massachusetts Amherst.

## Geschichte

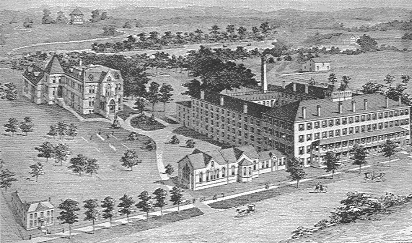
Mount Holyoke Female Seminary in 1837

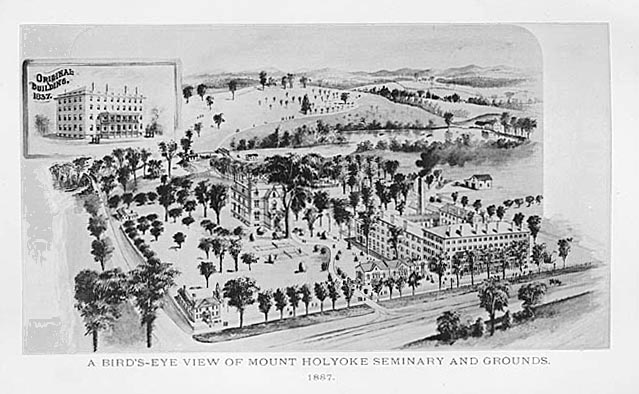
Mount Holyoke 1887

### Mount Holyoke Female Seminary (1837–1888)
Mary Lyon gehörte zu den Pionieren, die Bildung für Frauen forderten. Sie war 1834 bei der Gründung des Wheaton Female Seminary (heutiges Wheaton College) involviert, gründete zwei Jahre später das Mount Holyoke Female Seminary und war dessen erste Präsidentin. Sie war eine Verfechterin von einem sehr strengen Lehrumfeld und ordnete einen 16-Stunden-Tag für die Studenten an, der um 5 Uhr morgens begann und abends um 21:15 Uhr endete. Sie glaubte auch an die Wichtigkeit der täglichen Leibesübungen für Frauen und forderte von ihren Studentinnen jeweils nach dem Frühstück eine Meile (1,6 km) zu laufen. Das Seminar kannte zwar keine religiöse Zugehörigkeit, verlangte von ihren Studentinnen jedoch den täglichen Besuch von Gottesdienst, Gebetstreffen und Bibel-Studiengruppen.

### 1888 bis heute
Das Mount Holyoke Female Seminary erhielt die College-Urkunde 1888 und wurde zum Mount Holyoke Seminary and College. 1893 wurde es dann in Mount Holyoke College umbenannt.
Während des Zweiten Weltkriegs bildete das College ein Ausweichquartier für die Dekaden von Pontigny, einen deutsch-französischen politischen und kulturellen Gesprächskreis. Teilnehmer im College waren u. a. Gustave Cohen, Jean Wahl, Hannah Arendt, Rachel Bespaloff, Marianne Moore, Wallace Stevens, Claude Lévi-Strauss, Roman Jakobson, Marc Chagall, Louise Bourgeois, Stanley Hayter und Robert Motherwell, der Kreis wurde scherzhaft „Pontigny-en-Amerique“ genannt.
In den frühen 1970er-Jahren gab es am College eine lange Debatte um die geschlechtergetrennte Ausbildung. Am 6. November 1971 beschloss der Überwachungsausschuss, dass Mount Holyoke ein Frauencollege bleiben sollte.

## Zahlen zu den Studierenden, den Dozenten und zum Vermögen

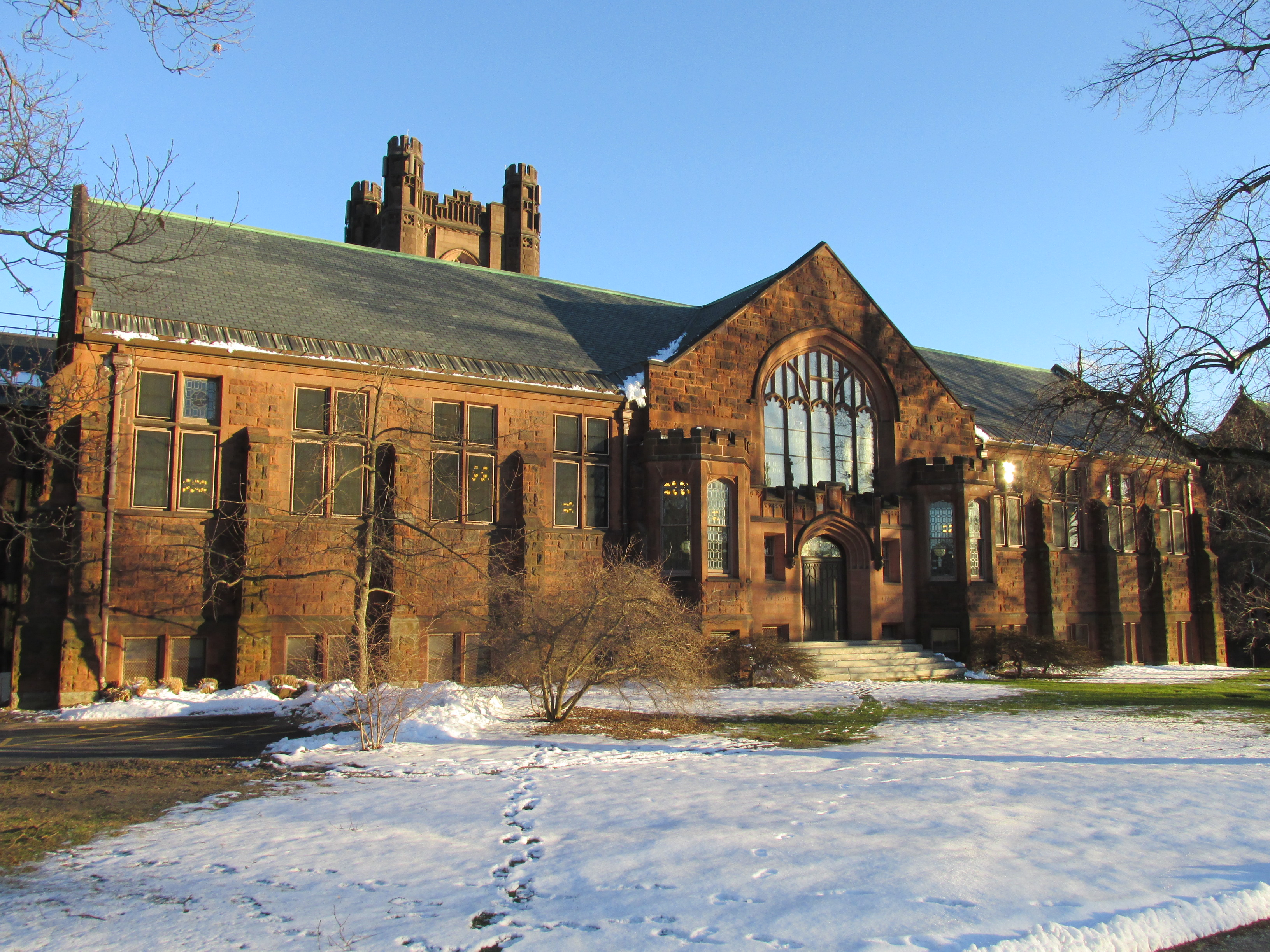
Bibliothek (Williston Memorial Library) der Universität

Von den 2.040 Studentinnen im Herbst 2020 strebten 1.915 (93,9 %) ihren ersten Studienabschluss an, sie waren also undergraduates. 125 (6,1 %) arbeiteten auf einen weiteren Abschluss hin, sie waren graduates. 28 % der undergraduates kamen aus dem Ausland. 1 % der undergraduates studierten in Teilzeit, während von den graduates 84 % in Teilzeit studierten.
Der Wert des Stiftungsvermögens der Hochschule lag 2021 bei 1,068 Mrd. US-Dollar und damit 35,4 % höher als im Jahr 2020, in dem es 789 Mio. US-Dollar betragen hatte. 2009 waren es rund 503 Mio. US-Dollar gewesen.

## Sammlung und Kunstmuseum
Das 1876 gegründete Mount-Holyoke-College-Kunstmuseum besitzt eine bedeutende Sammlung von über 17.000 Sammlungsstücken an Kunst und Antiquitäten. Dazu kommt die Sammlung des angegliederten Joseph-Allen-Skinner-Museums mit 7.000 Objekten (einschließlich Mineralien und Fossilien). So gehören insgesamt 24.000 Sammlungsstücke zum Museum.

## Persönlichkeiten

### Dozenten
- Amy Elizabeth Adams (1892–1962), Professorin für Zoologie
- Sven Birkerts (* 1951), Literaturkritiker
- Joseph Brodsky (1940–1996), Professor für Literatur, Nobelpreis für Literatur 1987
- Emma P. Carr (1880–1972), Professorin für Chemie
- Alice Carter Cook (1868–1943), Botanikerin
- Louise Fitz Randolph (1851–1932), Kunsthistorikerin
- Caroline Galt (1875–1937), Archäologin
- Jocelyn Gill (1916–1984), Astronomin und Hochschullehrerin
- Dorothy Hahn (1876–1950), Professorin für Chemie
- Emilie Martin (1869–1936), Professorin für Mathematiker
- Lucy Weston Pickett (1904–1997), Professorin für Chemie
- Henry Rox (1899–1967), Professor für Bildhauerei
- Peter Viereck (1916–2006), Professor für Geschichte
- Thomas E. Wartenberg (* 1949), Professor der Philosophie
- Mary Emma Woolley (1863–1947), Präsidentin

### Absolventinnen
- Lucy Stone (1818–1893), 1839, ohne Abschluss, Frauenrechtlerin, Abolitionistin und Publizistin
- Louise Taft (1827–1907), 1845, zweite Ehefrau von Alphonso Taft und die Mutter des US-Präsidenten William Howard Taft
- Emily Dickinson (1830–1886), 1848, Dichterin
- Lucy Wright Mitchell (1845–1888), 1865, Archäologin
- Mary Eleanor Wilkins Freeman (1852–1930), 1871, Schriftstellerin
- Minerva Chapman (1858–1947), 1875, Malerin des Impressionismus
- Alice Carter Cook (1868–1943), Botanikerin und Autorin
- Caroline Ransom Williams (1872–1952), 1896, Ägyptologin
- Frances Perkins (1880–1965), 1902, 4. Arbeitsminister der Vereinigten Staaten
- Louise Freeland Jenkins (1888–1970), 1911,  Astronomin
- Mildred Sanderson (1889–1914), 1910, Mathematikerin
- Elizabeth Holloway Marston (1893–1993), 1915, Psychologin, Mitschöpferin der Comicheldin Wonder Woman
- Dorothy Hansine Andersen (1901–1963), 1922, Kinderärztin und Pathologin
- Helen Hogg (1905–1993), 1926, kanadische Astronomin
- Virginia Apgar (1909–1974), 1929, Chirurgin und Anästhesistin
- Alice Standish Allen (1907–2002), 1929, Ingenieurgeologin
- Ella T. Grasso (1919–1981), 1940, Politikerin und Gouverneurin des US-Bundesstaates Connecticut
- Jean E. Sammet (1928–2017), 1948, Informatikerin
- Maryanne Trump Barry (1937–2023), 1958, Bundesrichterin
- Joan Jonas (* 1936), Medienkünstlerin
- Jean Taylor (* 1944), 1966, Mathematikerin
- Wendy Wasserstein (1950–2006), 1971, Dramatikerin
- Elaine Chao (* 1953), 1975, von 2001 bis 2009 Arbeitsministerin der USA unter George W. Bush
- Susan Kare (* 1954), 1975, Grafikdesignerin
- Judith Tarr (* 1955), 1976, Schriftstellerin
- Nita Lowey (1937–2025), Politikerin (US-Repräsentantenhaus)
- Chloé Zhao (* 1982), 2005, Regisseurin und Oscargewinnerin 2021 (Bester Film und Beste Regie)[11]
- Laura Loomer (* 1993), ohne Abschluss, politische Aktivistin und Influencerin